# Jan Böhmermann
Jan Böhmermann, né le 23 février 1981 à Brême, est un journaliste satirique et un présentateur de télévision allemand. Il est aussi producteur de films, écrivain, musicien et journaliste.
Il est connu dans le monde entier pour son travail chez Neo Magazin Royale et pour l’Affaire Böhmermann. Il a remporté le prix Adolf-Grimme pour sa satire sur le doigt d’honneur de l’ancien ministre des finances grec, Yanis Varoufakis.

## Biographie

### Jeunesse et vie privée
Böhmermann, fils de policier, est né dans le quartier de Gröpelingen et a grandi dans le quartier de Vegesack à Brême. La famille de sa mère a émigré de Pologne en Allemagne au début des années 1970. Il a perdu son père à l'âge de 17 ans, décédé d'une leucémie.
Il a plusieurs enfants et a travaillé au tribunal d’instance de Cologne en tant que juge assesseur (non professionnel).

### Ses débuts professionnels
Il fait ses premières expériences journalistiques en 1997 chez Die Norddeutsche, un journal régional de Brême. À partir de 1999, il travaille en tant que modérateur et reporter à Radio Bremen.
Il postule trois fois à l’école d’art dramatique, mais sans succès. La quatrième fois, il postule à l’école de théâtre de Hanovre qui l’invite, mais il refuse quand même de se présenter, car il se rend compte des difficultés financières que peut rencontrer un artiste.  
Böhmermann commence à étudier l’histoire, la sociologie, et l’art du spectacle à l’Université de Cologne mais il ne va pas jusqu’au bout de ses études.  En 2004, il est engagé comme modérateur et humoriste à la chaîne de télévision allemande WDR.  Böhmermann crée en 2005 une émission de divertissement, Lukas’ Tagebuch, une parodie du footballeur Lukas Podolski. Ce dernier porte plainte contre Böhmermann  au tribunal de Munich mais décide finalement de la retirer. Durant la coupe d’Europe de football en 2008, Böhmermann recommence ses émissions dans lesquelles il se moque à nouveau de Podolski. Ces émissions ont eu un grand succès.  

### DepuisLateline
D’avril 2010 à décembre 2013, Böhmermann anime l’émission Lateline, où il est chaque jeudi  modérateur sur sept fréquences radio pour adolescents. De mai à juin 2010, il écrit chaque lundi la chronique Dieu demande, Böhmermann répond pour le magazine pour ados du journal Süddeutsche. Böhmermann est en contact avec Klaas Heufer-Umlauf, avec lequel il fait quelques projets. À partir de septembre 2012, il anime avec Olli Schulz une émission de radio, Sanft & Sorgfältig, diffusée chaque dimanche. Après avoir arrêté l’émission, ils continuent en mai 2016 sur Spotify avec un autre nom : Fest & Flauschig.
En 2012, Böhmermann anime également un talkshow avec Charlotte Roche.
Depuis 2013, il présente l’émission satirique et politique Neo Magazin sur la chaîne ZDFneo. La chaîne ZDF diffuse chaque vendredi soir depuis février 2015, une rediffusion de l’émission qui porte désormais le nom de "Neo Magazin Royale".

## Controverses

### L'explication avec Martin Langer
En août 2014, Böhmermann poste sur Twitter une photo célèbre des actes de violence de Rostock-Lichtenhagen en 1992 sans la  permission du photographe Martin Langer, ce qui lui vaut un rappel à l'ordre de la part de ce dernier.
La photo montre le chômeur Harald Ewert habillé en maillot de football de l’équipe nationale allemande et avec un jogging taché d’urine et qui lève la main droite pour le salut hitlérien.
En janvier 2015, Böhmermann déclenche sur les réseaux sociaux comme Twitter et Facebook un torrent de critiques contre Martin Langer et provoque un débat sur le droit d’auteur.
Böhmermann s’excuse peu de temps après pour avoir publié le nom du photographe.

### #Varoufake
En mars 2015, Böhmermann provoque une controverse, disant que la vidéo présentée par Günter Jauch dans laquelle l’ancien ministre des finances grec, Varoufakis aurait fait le doigt d’honneur, serait fausse et que c’est lui qui l’a modifiée. 
Beaucoup de commentateurs ont vu cela comme une satire médiatique géniale.

### L'affaire Böhmermann
Le 31 mars 2016, Böhmermann montre dans son émission satirique « Neo Magazin Royale » les frontières de la satire. Il présente un poème sur le président turc Erdogan, qui a pour titre « Schmähkritik » (critique outrageante). Le poème contient différentes diffamations à connotations sexuelles et d'autres affirmations négatives. En même temps, Böhmermann prend ses distances par rapport au texte et il indique dès le début qu'il veut seulement montrer à quel moment l’ironie dépasse la limite de la liberté de la satire en Allemagne et que cela peut être passible d’une sanction. Les réactions de la sphère politique et de la presse concernant la satire de  Böhmermann sur le président turc ont conduit à une autocensure du poème sur la chaîne de télévision ZDF.
Le poème a donné lieu à des poursuites pénales et civiles, notamment avec une enquête préliminaire du procureur de Mayence contre Böhmermann, soupçonné d’avoir insulté les institutions politiques et les représentants d'États étrangers en vertu de l'article 103 du Code pénal. Cette enquête a été très médiatisée en Allemagne. Pour pouvoir l’ouvrir, il fallait une autorisation du gouvernement fédéral. Cette autorisation a été donnée, mais cela a fait l'objet de débats dans l'opinion publique.
L'article 103 a été finalement abrogé au début de l'année 2018.

## Œuvres

### Présentateur radio
- 1999–2004 : Radio Brême.
- 2004 : hr3-Morningshow.
- 2009–2011 : Die ganz große Jan Böhmermann Radioschau (1 Live/WDR).
- 2010–2011 : Beeck & Böhmermann (1 Live) avec Simon Beeck.
- 2010–2013 : Lateline (Bremen Vier, Dasding/SWR, MDR Sputnik, N-Joy/NDR, You FM/hr).
- 2011–2012 : Zwei alte Hasen erzählen von früher (Radio Eins/RBB) avec Klaas Heufer-Umlauf.
- 2012 : Joko und Klaas mit Olli und Jan (Radio Eins) avec Olli Schulz.
- 2012–2016 : Sanft & Sorgfältig (Radio Eins, N-Joy, Bremen Vier, Puls/BR, You FM, Dasding) avec Olli Schulz.

### Podcasts
- 2012–2016 : Sanft & Sorgfältig (Radio Eins) – avec Olli Schulz
- Depuis 2016 : Fest & Flauschig (Spotify) – avec Olli Schulz

### Présentateur télé
- 2006 : Für heute – Danke ! WDR Fernsehen
- 2007 : echt Böhmermann, WDR Fernsehen
- 2009 : TV-Helden, RTL – avec Caroline Korneli et Pierre M. Krause
- 2012 : Roche & Böhmermann, ZDFkultur – avec Charlotte Roche
- 2012–2013 : Lateline, EinsPlus
- 2013–2014 : Neo Magazin, ZDFneo
- 2014 : Was wäre wenn ? RTL – avec Katrin Bauerfeind, Palina Rojinski et Jan Köppen
- Depuis 2015 : Neo Magazin Royale, ZDF et ZDFneo
- 2016–2017 : Schulz & Böhmermann, ZDFneo – avec Olli Schulz

### Publications

#### Livres
- Jan Böhmermann : Alles, alles über Deutschland. Halbwissen kompakt. 3e édition. Kiepenheuer & Witsch, Cologne 2016.

#### Livres audios
- Da Original Shaggä – Biddebaba. Audio-CD. G+H Hamburg 2005

- Jan Böhmermann : Lukas’ Tagebuch live das Original aus dem Radio – nur lustiger. Live-Mitschnitt aus dem Gloria-Theater, Köln, vom 23. April 2009. Roof Musci, Bochum 2009,

- Jan Böhmermann : Jan Böhmermann liest Alles, alles über Deutschland. Roof Music, Bochum 2009.
- Jan Böhmermann, Klaas Heufer-Umlauf (éd.) : Förderschulklassenfahrt das pädagogisch wertvolle Eventhörspiel für coole Boys & Girls! Roof Music, Bochum 2013
- Jan Böhmermann, Klaas Heufer-Umlauf (éd.) : Förderschulklassenfahrt. 2. Fünf Feinde und der Proletenhund Mit 20 % mehr Witzen! Roof Music, Bochum 2014

### Chansons
- 2015 : V for Varoufakis
- 2015 : Mit wem war Mutti im Bett?
- 2015 : Besoffen bei Facebook
- 2015 : Baby Got Laugengebäck
- 2015 : Ich hab Polizei (POL1Z1STENS0HN, alias Jan Böhmermann)
- 2016 : Be Deutsch!
- 2016 : Blasserdünnerjunge macht sein Job (POL1Z1STENS0HN, alias Jan Böhmermann)
- 2016 : Grab US by the Pussy
- 2017 : Menschen Leben Tanzen Welt (Jim Pandzko, feat. Jan Böhmermann)
- 2018 : Recht kommt (K.O. in KA) (POL1Z1STENS0HN, alias Jan Böhmermann, feat. Justice)

### Programmes de scène
- 2005 : Boombastic Fantastic – ein Schmuseabend mit Da Original Shaggä, Comedy
- 2007 : Lukas’ Auswärtsspiel, lecture
- 2008 : Lukas’ Auswärtsspiel – Saison 2008/2009, lecture
- 2009 : Lukas’ Rückspiel – Saison 2008/2009, lecture
- 2009 : Alles, alles über Deutschland, série de conférences
- 2009 : Die ganz große Jan Böhmermann Radio-Show, comédie
- 2011 : Zwei alte Hasen erzählen von früher, comedie (avec Klaas Heufer-Umlauf)
- 2014 : Schlimmer als Jan Böhmermann, cabaret/comédie

### Producteur interprète
- Depuis 2014 : Die unwahrscheinlichen Ereignisse im Leben von ...

### Exposition
- Du 24 novembre 2017 au 4 février 2018 à NRW-Forum Düsseldorf: "Deutschland"

## Prix et nominations

### 2009
- Deutscher Fernsehpreis dans la catégorie « Meilleure comédie » pour TV-Helden

### 2013
- Journaliste de divertissement de l’année 2012 (Medium Magazin)

- Nomination pour le Prix Adolf- Grimme dans la catégorie « Divertissement » pour Roche & Böhmermann

### 2014
- Prix Adolf-Grimme dans la catégorie « Divertissement » pour le Neo Magazin

- Journaliste de l’année dans la catégorie « Divertissement/Culture »

### 2016
- Deutscher Fernsehpreis dans la catégorie « Meilleure émission tardive » pour le Neo Magazin Royale

- Prix Adolf- Grimme dans la catégorie « Divertissement/Spécial/Innovation » pour le sujet #Varoufake de l’émission Neo Magazin Royale
- Prix d’honneur Adolf-Grimme
- Grimme Online Award dans la catégorie « Spécial »
- Nommé pour le Webvideopreis allemand dans la catégorie « Person of the Year Male »
- Nommé pour le Webvideopreis allemand dans la catégorie « Best Video of the Year » pour le clip vidéo de la chanson Ich hab Polizei
- Quotenmeter-Fernsehpreis dans la catégorie « Meilleur modérateur »
- Quotenmeter-Fernsehpreis dans la catégorie « Meilleur show » avec une durée maximale d’une heure pour le Neo Magazin Royale
- Sondermann-Preis pour l’art comique
- Membre d’honneur d’Art Directors Club
- Journaliste de l’année dans la catégorie « Divertissement », Medium Magazin

### 2017
- Gagnant du Goldene Kamera Digital Award dans la catégorie « #ViralerClip » pour BE DEUTSCH
- Triple nomination pour le Prix Adolf- Grimme : comme hôte du Neo Magazin Royale dans la catégorie "divertissement – Spécial » pour #Verafake, ainsi que dans la catégorie « Divertissement-Innovation » Einspielerschleife de l’émission du 7 avril 2016, et enfin comme producteur de Die unwahrscheinlichen Ereignisse im Leben von...
- Deutscher Fernsehpreis dans la catégorie « Meilleure émission tardive » pour le Neo Magazin Royale
- Prix Adolf-Grimme dans la catégorie « Divertissement » pour le Neo Magazin Royale : #verafake / Einspielerschleife (ZDF/ZDFneo)
- Webvideopreis allemand pour une campagne en ligne Every Second Counts dans la catégorie « Comédie »
- Prix du Deutschen Akademie für Fernsehen dans la catégorie « Divertissement télé » pour Schulz & Böhmermann